# Lobocleta borunta
Lobocleta borunta là một loài bướm đêm trong họ Geometridae.